# Cuatro figuras en un escalón
Cuatro figuras en un escalón es un óleo sobre lienzo realizado por el pintor español Bartolomé Esteban Murillo hacia 1655. Se trata de una escena de género inusual, sin precedentes en la pintura española. Aunque el tema de la obra es discutido, podría representar a una alcahueta. En la actualidad se conserva en el Museo de Arte Kimbell en Fort Worth (Estados Unidos).

## Descripción
Pese a que la obra se titule Cuatro figuras en un escalón, realmente se encuentran en un zaguán, un espacio cubierto entre el interior de la casa y el exterior que crea un ambiente penumbroso. El contraste de las figuras con el fondo tan oscuro les da mayor volumetría, resaltada también por el foco de luz desde la izquierda de la imagen, que remarca los diferentes colores de sus vestimentas, y por el naturalismo presente en todos los detalles. Sus ropajes denotan que se trata de una familia con cierta capacidad económica.
Tres de los personajes dirigen la mirada hacia el espectador, cada uno con una expresión distintiva. El joven de la izquierda sonríe con actitud chulesca —muy similar al muchacho que Murillo pintó en Niño riendo—, viste un jubón cortado, medias blancas, calzones con cintas y un sombrero con un lazo rojo, en tanto que la chica tras él se levanta el velo mientras hace una mueca o guiña el ojo. La mujer mayor, que porta quevedos, alza la vista del niño con el pantalón rasgado, al que probablemente está despiojando.

## Tema
El tema de la obra es debatido, especialmente en interpretaciones a partir del siglo XX. Una de ellas señala que se trata de una escena familiar, con la anciana despiojando al niño, al igual que muchos cuadros de Murillo. Cuando la obra se expuso en las Ehrich Galleries de Nueva York, se describió como la familia del artista, aunque dicha afirmación es improbable. El hispanista Jonathan Brown señaló cierto paralelismo entre este cuadro y Escena callejera de Michael Sweerts, pintado en 1640, donde una mujer despioja a su hijo mientras un cliente solicita los servicios de su hija. En este sentido, algunas fuentes indican que podría tratarse un burdel, interpretando a la vieja con una alcahueta por el paño sobre su cabeza, mientras que la joven que se levanta el velo simbolizaría la falta de fidelidad matrimonial. A su vez, la obra retrataría la degradación moral de los sujetos, cuyo objeto es el niño del pantalón roto. Esta interpretación es discutida, teniendo en cuenta la mentalidad religiosa del pintor.